# Выводковые птицы
Вы́водковые пти́цы (лат. Nidifugae или лат. Praecoces, также Autophagae) — группа птиц, эмбриональный период развития которых довольно продолжителен (свыше трёх недель), а потому птенцы вылупляются из яйца вполне сформированными, одетыми пухом и способными самостоятельно отыскивать корм. Они тут же покидают гнездо, хотя ещё долгое время следуют за своими родителями, которые их защищают и помогают отыскивать корм. Отдельно взятая семья выводковых птиц именуется выводком. Самые известные представители этой группы — куриные, страусообразные, журавлеобразные, гусеобразные и другие водоплавающие.

## Характеристика
Яйцо выводковых птиц, как и сами они, отличается крупным размером (50 граммов и более) и большим запасом питательных веществ. Период насиживания превышает 2 недели, поэтому зрение и слух у выводковых птиц уже развиты к моменту вылупления. После обсыхания также обнаруживается полностью сформированный пуховый покров, защищающий их от резких перепадов температуры окружающей среды, поэтому птенцы (выводок) тут же покидают гнездо. Этот момент крайне важен, так как большинство выводковых птиц имеют большую массу тела и гнездятся на земле, где их легко может найти хищник. Уже через пару часов после вылупления птенцы способны самостоятельно передвигаться: ходить, бегать, и даже взлетать. Хотя они нуждаются в родительском тепле, уже через две недели у большинства из них устанавливается независимая терморегуляция.

## Разнообразие повадок выводковых птиц
Поведение птенцов различных подгрупп выводковых птиц имеет свои особенности. Так, у куриных птенцы быстро начинают перепархивать и покрываться оперением, а у большеногих кур быстро становятся полностью самостоятельными; у водоплавающих и журавлиных птенцы долгое время имеют слаборазвитые крылья, отыскивают пищу самостоятельно, но держатся рядом с обоими родителями; у многих куриных птенцы долго следуют за наседкой, которая подзывает их к найденной пище; у пастушков и поганок птенцы напрямую выкармливаются родителями.
Птенцы сорных кур демонстрируют супервыводковый тип развития: вылупляются полностью независимыми и в течение суток после вылупления уже способны к быстрому взлёту, как их родители.

## Полувыводковые птицы
Между классическими выводковыми и классическими птенцовыми (воробьиные) группами существует переходная категория полувыводковых птиц, совмещающая черты обеих групп. К ним относятся чайки, птенцы которых появляются с открытыми глазами, хорошо опушёнными, но некоторое время находятся в гнезде, где их выкармливают родители. Совиные вылупляются слепыми, но опушёнными и долгое время находятся в гнезде. Ястребиные появляются из яйца зрячими, но голыми и также вскармливаются родителями.